# رحلة اختبار مركبة سبيس إكس ستارشيب
في 20 أبريل 2023، أجرت شركة سبيس إكس أول إطلاق مشترك لمركبتها الفضائية ستارشيب ومعزز المرحلة الأولى الثقيل الفائق "سوبر هيفي".
انتهت الرحلة غير المأهولة بتدمير الصاروخ، وجعلت هذه الرحلة ستارشيب أطول وأقوى صاروخ تم إطلاقه، بقوة دفع تصل إلى ضعف قوة دفع صاروخ ساتورن 5.
كان من المخطط أن تطير المركبة الفضائية في مدار واحد تقريبًا حول الأرض قبل أن تدخل الغلاف الجوي وتهبط بالقرب من هاواي،  بينما كان من المقرر للصاروخ الأول أن ينفذ هبوطًا مسيطرًا على المياه في خليج المكسيك.
انطلق الصاروخ من موقع إطلاق ستاربيس القريب من بوكا تشيكا في تكساس في الساعة 13:33 بالتوقيت العالمي المنسق (8:33 صباحًا بتوقيت وسط الولايات المتحدة). في وقت الإطلاق، كان الصاروخ قد فقد بالفعل 3 من محركاته الرئيسية (رابتور) التي يبلغ عددها 33 محركًا، وعلى الرغم من خروج هذه المحركات عن العمل، إلا ان المركبة نجحت في تخطي برج الإطلاق.
وانفجرت محركات أخرى خلال الرحلة اللاحقة،  حيث بدأ الصاروخ يتأرجح ويفقد السيطرة قبل حوالي ثلاث دقائق من انفصال المرحلة الأولى عن المرحلة الثانية. تم تفعيل نظام إنهاء الرحلة، الذي أدى إلى تدمير الصاروخ فوق خليج المكسيك بعد أربع دقائق من الإطلاق.

## ردود الفعل

مسح الرادار من رادار خدمة الطقس الوطنية في براونزفيل تكساس

## أنظر أيضا
- أبولو 4
- المرحلة الأولى من اختبارات الهبوط من فالكون 9
- موقع إطلاق سبيس إكس في جنوب تكساس